# Кён Хо
Кён Хо Сон Са Ним (кор. 경허선사?, 鏡虛禪師?) (1846 — 1912) — дзэн-мастер и 75-й Патриарх корейского буддийского ордена Чоге.
Был известен как монах, приложивший много усилий к становлению современного корейского буддизма. Его самые известные ученики Су Воль, Хе Воль, Ман Гон, Хан Ам сыграли чрезвычайно большую роль в передаче Дхармы. Был большим сторонником обучения мирян, что было революционным для своего времени. Также был известен своим пренебрежением условностями и эксцентричным поведением.

## Биография
Родился в 1846 году. В раннем возрасте потерял отца. Его мать вместе с ним отправилась жить в монастырь Чонгеса, где он в возрасте 9 лет стал монахом. В 13 лет он уже изучал китайские иероглифы и был отмечен как способный ученик. Он изучал не только буддийские сутры, но и конфуцианские и даосские тексты. В 22 года Кён Хо стал преподавателем в буддийской академии монастыря Донгакса.
В 33 года с ним произошёл случай, изменивший всю его жизнь. По дороге в Сеул он попал в сильную грозу и поспешил в ближайшую деревню, чтобы найти там прибежище. Но в каждом доме он получал отказ — жители боялись, что он заразит их холерой, свирепствовавшей в тех местах. В результате, ему пришлось провести ночь в грозу под деревом на окраине деревни, борясь со страхом и холодом. В эту ночь он понял, что все его познания в сутрах не могут ему помочь в вопросах жизни и смерти. «Несмотря на всё моё знание, я полностью невежественен, я должен быть свободен от слов. Так как я ищу учение великих мастеров, я пойду за пределы этого мира», — сказал Кён Хо сам себе и на следующий день вернулся в монастырь. Он прекращает учить студентов,  закрывается в своей комнате и полностью посвящает себя исследованию коана, который звучал так: «Прежде чем осёл уйдёт, конь уже пришел». После трёх месяцев усердной практики, услышав вопрос новичка: «Корова не имеет ноздрей. Что это значит?», он достиг просветления. Затем он посетил дзэн-мастера Ман Хва, который подтвердил его постижение и дал ему передачу Дхармы.
В течение следующих 20 лет он открыл множество мест практики дзэн в таких известных монастырях как Судокса, Помоса, Хэинса, Сонгванса, Хваомса и в других местах Кореи.
В 1905 году дзэн-мастер Кён Хо неожиданно исчез из публичной жизни и мира Буддизма. Он надел мирские одежды, отрастил волосы и бродил по Корее, обучая детей грамоте и литературе. 25 марта 1912 года, в возрасте 66 лет, он ушёл из жизни.